# João Schlittler
João Gabriel Schlittler (* 10. Februar 1985 in Rio de Janeiro) ist ein ehemaliger brasilianischer Judoka. Er war Weltmeisterschaftsdritter im Schwergewicht 2007.

## Sportliche Karriere
Der 1,97 m große João Schlittler erreichte 2007 das Finale bei den Panamerikanischen Spielen in Rio de Janeiro und unterlag dann dem Kubaner Óscar Brayson. Zwei Monate später siegte er im Viertelfinale der ebenfalls in Rio de Janeiro ausgetragenen Weltmeisterschaften über den Usbeken Abdullo Tangriyev. Nach seiner Halbfinalniederlage gegen den Russen Tamerlan Tmenow gewann Schlittler im Kampf um eine Bronzemedaille gegen den Japaner Kōsei Inoue. Einen weiteren Monat später gewann Schlittler die Silbermedaille bei den Militärweltspielen hinter dem Esten Martin Padar.
2008 bei den Olympischen Spielen in Peking bezwang Schlittler Padar im Achtelfinale, im Viertelfinale unterlag er Oscar Brayson. Nach einem Sieg in der Hoffnungsrunde verlor er gegen den Franzosen Teddy Riner und belegte den siebten Platz.
Im März 2009 unterlag Schlittler im Finale der Panamerikanischen Meisterschaften Oscar Brayson. Zwei Jahre später gewann er den Titel bei den Südamerikanischen Meisterschaften. Im Juni 2011 siegte er beim Grand-Slam-Turnier in Rio de Janeiro. Nachdem er zwei Jahre keine internationalen Turniere gekämpft hatte, nahm er 2014 noch einmal an Weltcup-Turnieren teil und erreichte einen dritten Platz in Buenos Aires und einen zweiten Platz in San Salvador.